# Kalanchoe daigremontiana

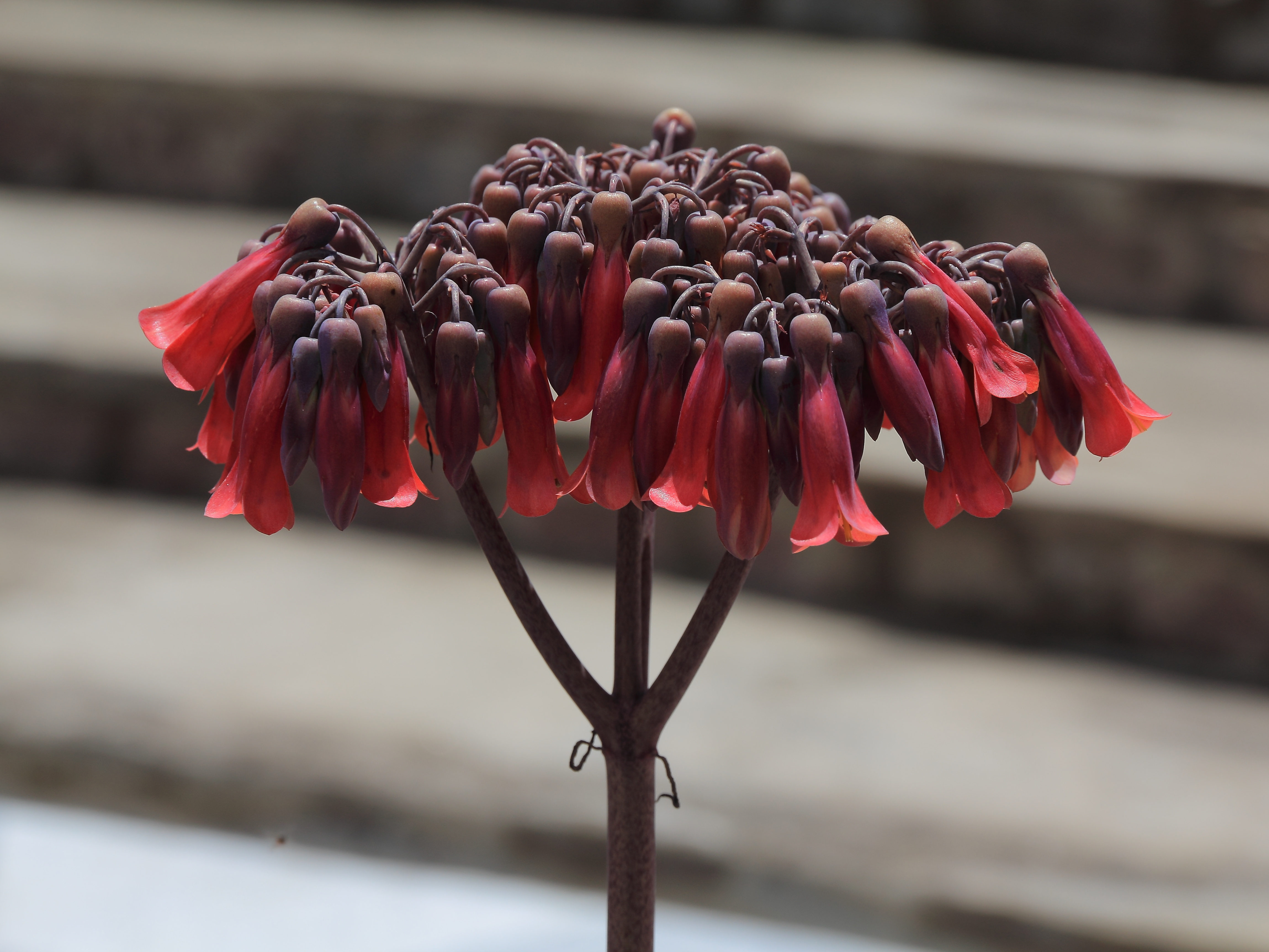
Inflorescència

Kalanchoe daigremontiana (o Bryophyllum daigremontianum) és una espècie de planta suculenta del gènere Kalanchoe, de la família de les Crassulaceae.

## Descripció
És una esvelta herba monocàrpica, perenne, glabra i suculenta.
Les tiges són majoritàriament simples o poc ramificades des de la base, fortes, teretes, de 5 a 40 cm d'alçada i 0,5 a 2 cm de diàmetre, molt marcades per cicatrius de les fulles caigudes. Les tiges nues amb el verticil superior de les fulles donen a les plantes l'aspecte de palmeres en miniatura. Les plantes adultes també poden desenvolupar estructures d'arrels laterals a la seva tija principal, fins a 10-15 cm del terra.
Les fulles són oposades, uniformement espaiades, simples, pecíol d'1 a 5 cm de llargada, làmina carnosa, estretament triangular-hastada a lanceolada, de 15 a 20 cm de llarg, i 3,5 a 6 cm d'ample, de color verd glauc fosc a l'anvers i amb marques de color porpra al revers, la base subcordada o auriculada, vèrtex agut, marge gruixudament serrat amb dents separades entre 5 i 10 mm. Els marges tenen esperons bulbífers en forma de cullera que porten plàntules joves (propàguls). Les plantetes formen arrels mentre estan a la planta i es van desprenent per a arrelar a terra.
La inflorescència (cima) és laxa, terminal en forma de paraigua, paniculada, de 1,5 a 3 dm de diàmetre; branques de 15 cm de llarg. Pedicels de 4–15 mm de llargada.
Les flors són pèndules, grans, campaniformes, bisexuals, tetràmeres, de color rosa o lavanda. Calze verd o violaci, no inflat, de 6 a 10 mm, tub de 3 a 4 mm, lòbuls triangulars, glabres, aguts, de 3 a 7 mm de llarg i 2 a 4 mm d'ample, igual o més llarg que el tub, àpex agut. Corol·la tubular, de color rosa o lavanda, de 20 a 23 mm de llarg, no contreta bàsicament, lòbuls obovats, de 6 a 12 mm, àpex arrodonit, apiculat. Filaments inserits al centre del tub de la corol·la. Carpels 4, estils més petits que l'ovari, nombrosos òvuls per cavitat. Nectaris oblongs, de 1,5 a 2 mm de llarg i 0,3 a 1 mm d'ample.
Tanmateix, la floració no és un esdeveniment anual i es produirà esporàdicament. Particularment en climes amb diferències estacionals de temperatura, la floració s'observa amb més freqüència al començament de la temporada càlida.

## Distribució
Planta endèmica del sud-oest de Madagascar (la vall del riu Fiherenana i les muntanyes Androhibolava). S'ha introduït en nombroses regions tropicals i subtropicals.

## Cultiu
Aquesta planta és gairebé indestructible, no requereix cap cura. Suporta la sequera i lleugeres gelades. Un cop introduïda és molt difícil d'erradicar.
Hibrida fàcilment amb diverses altres espècies, especialment amb Kalanchoe delagoense i Kalanchoe rosei. L'híbrid més comú és Kalanchoe x houghtonii (Kalanchoe daigremontiana × Kalanchoe delagoense) s'assembla molt a K. daigremontiana però amb fulles més estretes.

## Taxonomia
Kalankoe daigremontiana va ser descrita per Raymond-Hamet i Joseph Marie Henry Alfred Perrier de la Bâthie i publicada a Annales du Musée Colonial de Marseille, sér. 3, 2: 128–132. 1914.

### Etimologia
Kalanchoe: nom genèric que deriva de la paraula cantonesa "Kalan Chauhuy", 伽藍菜 que significa 'allò que cau i creix'.
daigremontiana: epítet atorgat en honor dels Sr. i Sra. Daigremont, destacats col·leccionistes de Crassulàcies.

### Sinonímia
- Bryophyllum daigremontianum (Raym.-Hamet & H. Perrier) A. Berger

## Propietats
Tots els membres de Kalanchoe són tòxics per al bestiar, les aus, els animals petits i els humans. Parts de Kalanchoe daigremontiana són tòxiques, contenen un glucòsid cardíac - daigremontianina.
Tanmateix, té propietats medicinals reconegudes a nivell cutani, com a cicatritzant, desinfectant i antiinflamatòria per a ferides, infeccions i cremades. També hi ha estudis sobre la seva activitat contra el càncer, ja demostrada in vitro, però encara per demostrar en sers vius.